# Société Nationale des Chemins de Fer Luxembourgeois
La Société Nationale des Chemins de Fer Luxembourgeois (Compañía Nacional de Ferrocarriles de Luxemburgo, abreviada CFL) es la empresa pública de ferrocarriles de Luxemburgo creada el 14 de mayo de 1946. Actúa en el ámbito del transporte de pasajeros y mercancías, y gestiona y explota la red ferroviaria de Luxemburgo, el funicular de Pfaffenthal-Kirchberg, líneas de autobús, principalmente por cuenta del Régimen General de Transporte por Carretera, y un servicio de coche compartido llamado Flex.
Las acciones de la empresa se distribuyen de la siguiente manera: 94% el Estado luxemburgués, 4% el Estado belga y 2% el Estado francés.

## Historia

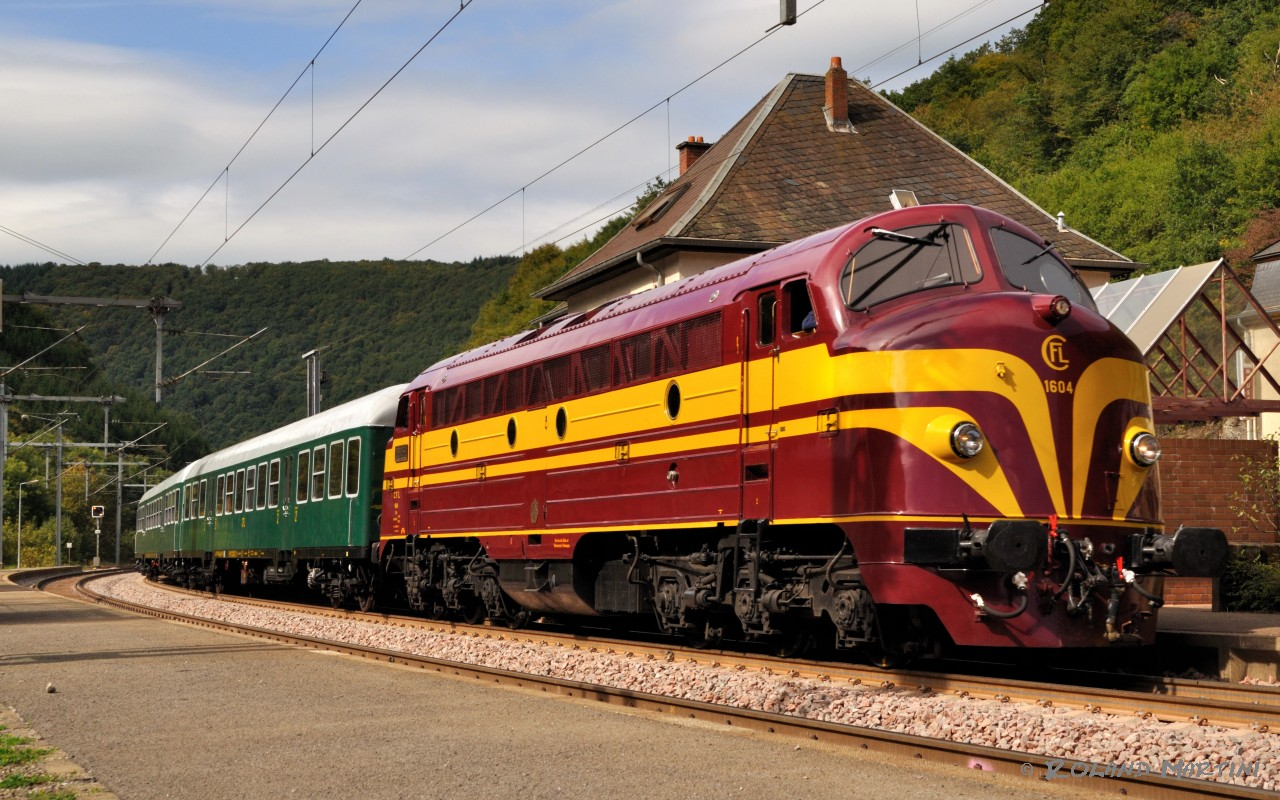
La locomotora diésel CFL 1604.

Las primeras líneas ferroviarias de Luxemburgo se inauguraron en octubre de 1859. Pertenecían a la Société royale grand-ducale des chemins de fer Guillaume-Luxembourg (GL), fundada en 1857, pero eran explotadas por la Compagnie des chemins de fer de l'Est (Est).
En agosto de 1873, la Compagnie des chemins de fer Prince-Henri abrió sus propias líneas; la empresa quebró en 1877 y fue sustituida por la Société anonyme luxembourgeoise des chemins de fer et minières Prince-Henri (PH).
A partir de 1872, la red Guillaume-Luxemburgo fue explotada por la Dirección General Imperial de Ferrocarriles de Alsacia-Lorena (en alemán: Kaiserliche Generaldirektion der Eisenbahnen in Elsass-Lothringen) (EL) tras la anexión de Alsacia-Lorena al Imperio Alemán.
La Administration des chemins de fer d'Alsace et de Lorraine (AL) fue creada en 1919, cuando Alsacia-Lorena fue devuelta a Francia, y asumió la explotación de la red Guillaume-Luxembourg (GL).
El 1 de enero de 1938, la red GL fue asumida por la nueva Société nationale des chemins de fer français (SNCF), pero a partir de 1940 fue explotada por la Deutsche Reichsbahn hasta el final de la guerra, cuando la red quedó muy dañada, por ejemplo la línea norte quedó inutilizada.
El 24 de mayo de 1945, un decreto del Gran Ducado permite al Estado asumir directamente la explotación de todas las líneas ferroviarias de vía normal y estrecha del Gran Ducado, con efecto retroactivo al 2 de octubre de 1944.
El 17 de abril de 1946 se firmó un acuerdo entre Luxemburgo, Francia y Bélgica. La Société nationale des chemins de fer luxembourgeois (CFL) se creó oficialmente el 14 de mayo de 1946 y asumió las concesiones de las redes Guillaume-Luxembourg y Prince-Henri, así como las de las Chemins de fer à voie étroite (CVE), que habían sido propiedad del Estado en 1934. El acuerdo fue aprobado por la ley del 16 de junio de 1947, que anuló las concesiones de las antiguas empresas.
Desde finales de los años 40, el cierre progresivo de las líneas ferroviarias secundarias permitió la aparición del servicio de autobuses CFL, cuyas líneas forman parte de la red del Régime général des transports routiers (RGTR) desde 1996.
La ley del 10 de mayo de 1995 transfirió la propiedad de la red y sus infraestructuras al Estado luxemburgués, que confió la explotación de la red a la Société nationale des chemins de fer luxembourgeois (CFL); también creó el Fonds du rail encargado de financiar los proyectos de rehabilitación, modernización y ampliación de la red ferroviaria o de supresión de líneas y el Fonds des raccordements ferroviaires internationaux encargado de financiar las infraestructuras en el extranjero con el fin de conectar la red granducal con las redes ferroviarias extranjeras. Tras esta ley, los estatutos de la CFL fueron renovados por la ley de 28 de marzo de 1997, tras el protocolo adicional de 28 de enero de 1997 que modificaba el convenio de 1946.
Desde el 22 de febrero de 2009, la asignación de franjas ferroviarias es una función que se ha transferido a la Administración Ferroviaria. En 2010, se encomendó al Instituto de Regulación de Luxemburgo (ILR) la tarea de velar por que el acceso a la red ferroviaria se ajuste a las normas europeas de competencia, en el contexto de la liberalización del transporte ferroviario en la Unión Europea.
En 2017, CFL lanzó el servicio de coche compartido Flex, con una veintena de estaciones en todo el país, y puso en servicio el funicular de Pfaffenthal-Kirchberg, la primera infraestructura de este tipo en el Gran Ducado.

## Red

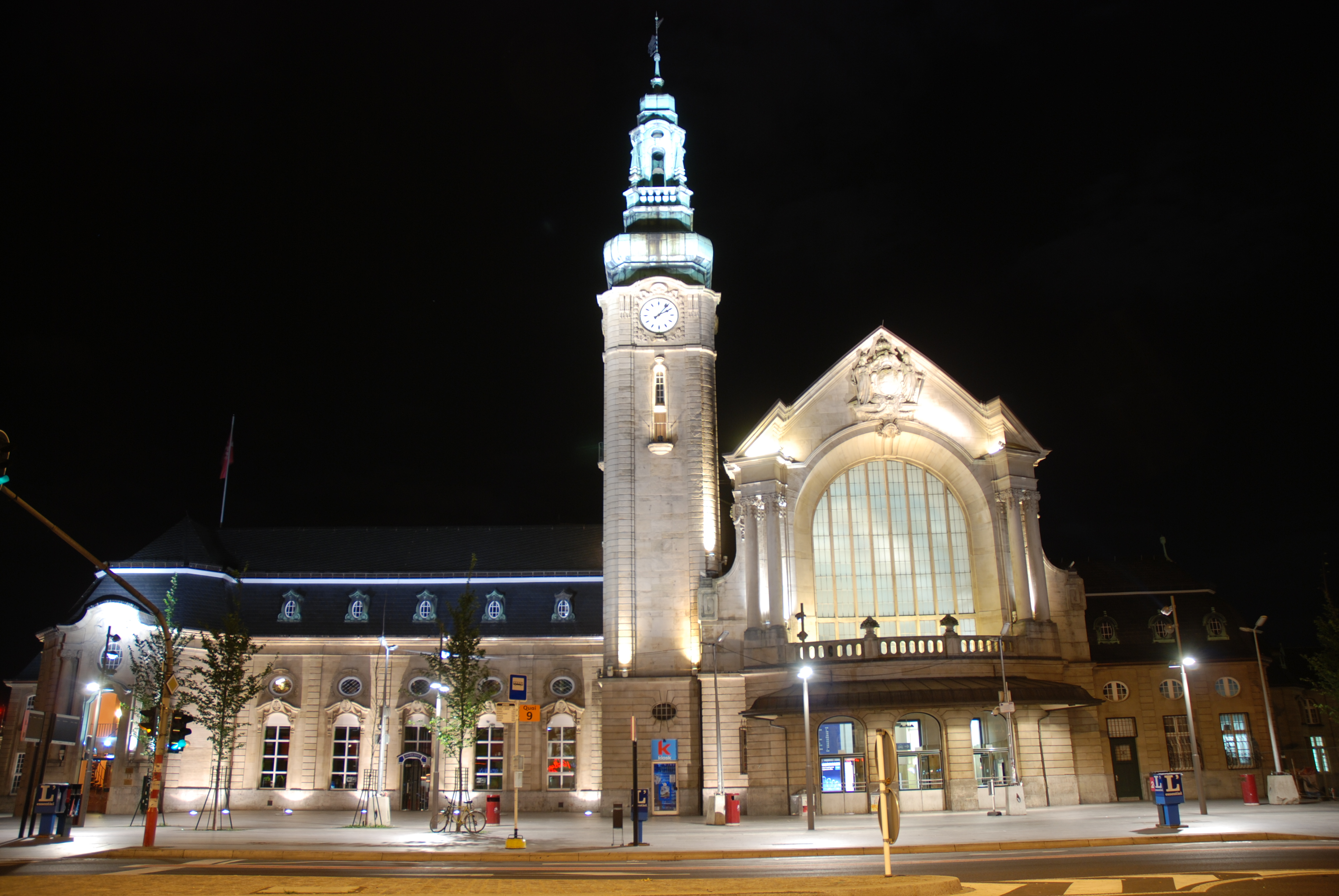
Estación de tren de Luxemburgo, la más importante del país.

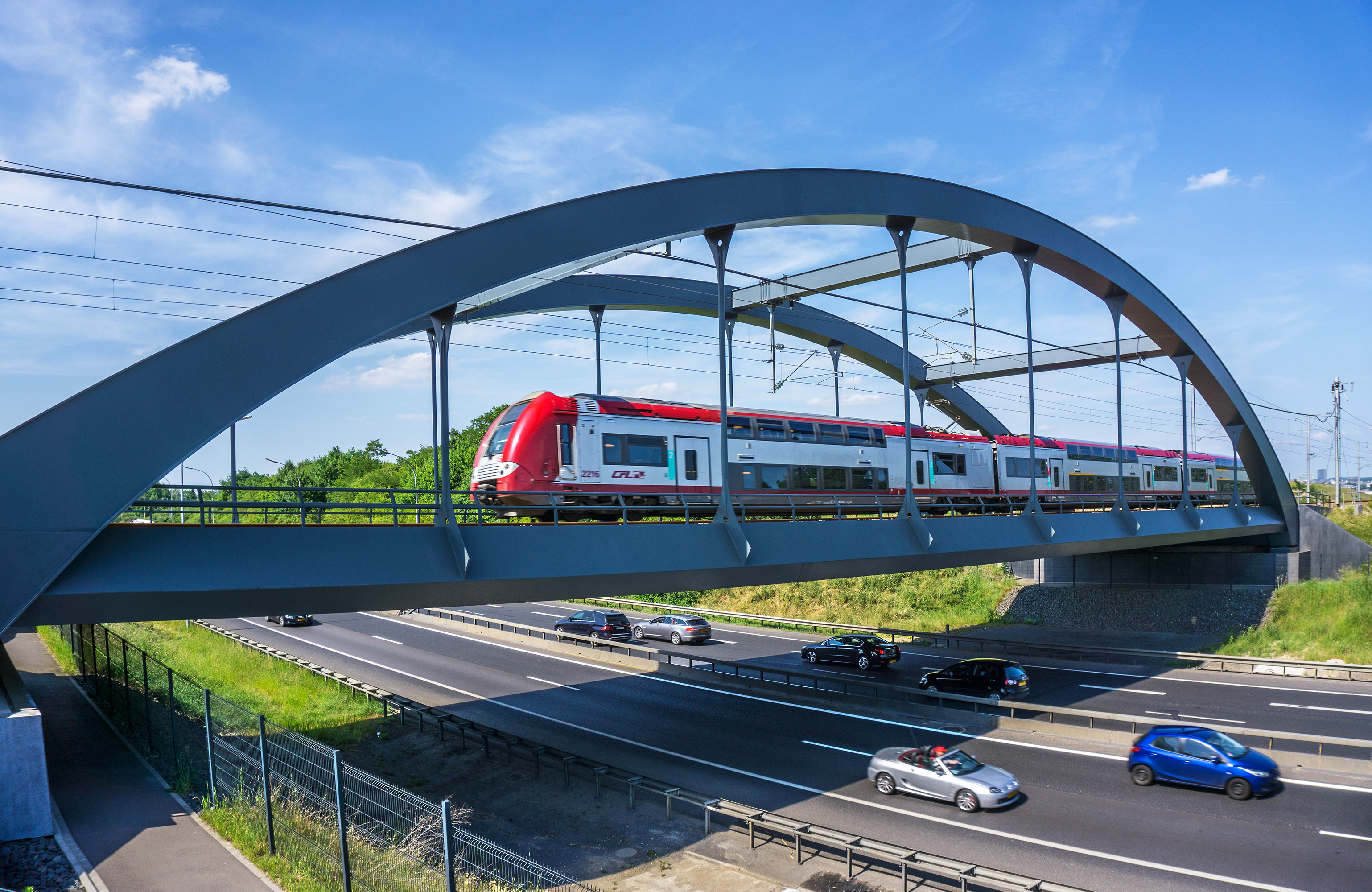
Un tren regional entre Luxemburgo y Petange.

La Société nationale des chemins de fer luxembourgeois es el gestor de la red ferroviaria nacional de Luxemburgo, propiedad del Estado luxemburgués.
En 2015, la red ferroviaria luxemburguesa contaba con 275 km de líneas, de los cuales 154 km eran de doble vía, 121 km de vía única, 262 km estaban electrificados y 13 km no estaban electrificados.
Esto representa un total de 621 km de vía (451 km de vía principal y 170 km de vía de servicio), de los cuales 590 km están electrificados con corriente alterna monofásica de 25.000 V - 50 Hz (desde 2018 ya no hay tramos de 3.000 V en Luxemburgo).
La red también cuenta con 994 puntos y 40 apartaderos especiales. Aunque están situadas en Francia, las estaciones de Audun-le-Tiche y Volmerange-les-Mines forman parte de la red ferroviaria luxemburguesa y no están conectadas a la red ferroviaria nacional francesa.
La puntualidad de los trenes es alta, con un 89,6% en 2017; sin embargo, esta cifra ha ido disminuyendo a lo largo de los años, ya que fue del 89,8% en 2016 y del 90,9% en 2015. La puntualidad también varía mucho en función de la línea: las líneas comerciales 10, 30 y 70 son las más puntuales con un índice del 91,2% para las dos primeras y del 92,3% para la tercera en 2018, seguidas de la línea 60 con un 98,7%, luego la línea 50 con un 87,7%, la línea 90 cierra la tabla con un 75,8% y casi un 7% de trenes cancelados, entre ellos el 0,5% de la línea 30.

## Material rodante
CFL utiliza muchos de los mismos vehículos que la SNCB belga y la SNCF francesa. La mayoría de los vehículos de la CFL están pintados con una librea de color rojo burdeos. Desde 2017, toda la flota está equipada con ETCS de nivel 1. El almacenamiento y el mantenimiento de los equipos se agrupan en el depósito de Luxemburgo.
En 2024, toda la flota de pasajeros estará climatizada, con la sustitución de la serie 2000, derivada de la Z2, a partir de 2021.

## El grupo CFL
CFL tiene tres accionistas, el Estado luxemburgués (94%), el Estado belga (4%) y el Estado francés (2%).
CFL controla veintidós filiales y empresas dedicadas a actividades relacionadas con el transporte de personas o mercancías, la logística o ámbitos totalmente ajenos al ferrocarril, como el uso compartido de vehículos o, más sencillamente, la gestión del parque inmobiliario del ferrocarril.
Estas filiales están presentes no sólo en Luxemburgo, sino también en Bélgica, Francia, Alemania, Dinamarca y Suecia. Además, CFL tiene una filial llamada Rail Réassurances SA para realizar operaciones de reaseguro.

### CFL Évasion
Creada en 1999 y filial al cien por cien, CFL Évasion SA es una agencia de viajes.

### CFL Immo
Creada en 1997 y filial al 99,67%, CFL Immo SA se ocupa de los activos inmobiliarios ferroviarios, no sólo de CFL, sino también del Estado luxemburgués.
Desde 2009, tiene una filial llamada Immo-Rail SA, especializada en la promoción inmobiliaria.

### CFL Cargo
Creada en 2006 por la fusión de las actividades de transporte de CFL (antes EuroCargoLux) y el departamento de transporte interno de los centros de producción luxemburgueses de ArcelorMittal y filial al 66,67% de CFL y al 33,33% de ArcelorMittal, CFL Cargo SA se encarga del transporte y la logística, exclusivamente de mercancías. CFL Cargo trabaja en estrecha colaboración con CFL Multimodal.

### CFL Multimodal
Fundada en 1979 y filial al 99,99%, CFL Multimodal es una filial orientada a la logística, en particular a través de la estación multimodal de Bettembourg. CFL Multimodal trabaja en estrecha colaboración con CFL Cargo.
CFL Multimodal tiene varias filiales en Luxemburgo y Bélgica:
- CFL Intermodal (antes Eco Logistics Operator), especializada en el transporte combinado carretera-ferrocarril;
- CFL Logistics (ex-Lentz Multimodal), especializada en el almacenamiento de mercancías;
- CFL Port Services (ex-Van Eecke & Govers), opera servicios portuarios y aduaneros en el puerto de Amberes, en Bélgica;
- CFL Terminals (ex-Terminaux Internationaux Bettembourg), que gestiona la terminal intermodal de Bettembourg.

En 2016, CFL Multimodal tomó el control de Transports internationaux Fischbach, y está integrando gradualmente la empresa en sus filas.

### Lorry-Raíl
Lorry-Rail SA, filial al 33,34%, es el operador de la autopista ferroviaria que une Luxemburgo con Perpiñán (Francia).

### NEG Niebüll
Norddeutsche Eisenbahngesellschaft Niebüll (NEG) se convirtió en una filial al 100% de CFL en 2004. También existe una filial hermana, NEG Siderau Betriebs.
La empresa opera en la región de Niebüll y Dagebüll, en la frontera entre Alemania y Dinamarca.

### CFL Mobility
CFL Mobility se creó en 2017 como una filial de propiedad absoluta para gestionar el servicio de coche compartido Flex.

### Antiguas filiales
En el pasado, el grupo CFL tenía otras dos filiales: ACTS Logistik- Dienstleistungssysteme AG, liquidada en 2003, y PKP Cargo CFL International (una empresa conjunta con PKP Cargo (en), la división de carga de los Ferrocarriles Polacos), liquidada en 2014.

## Identidad visual (logo)

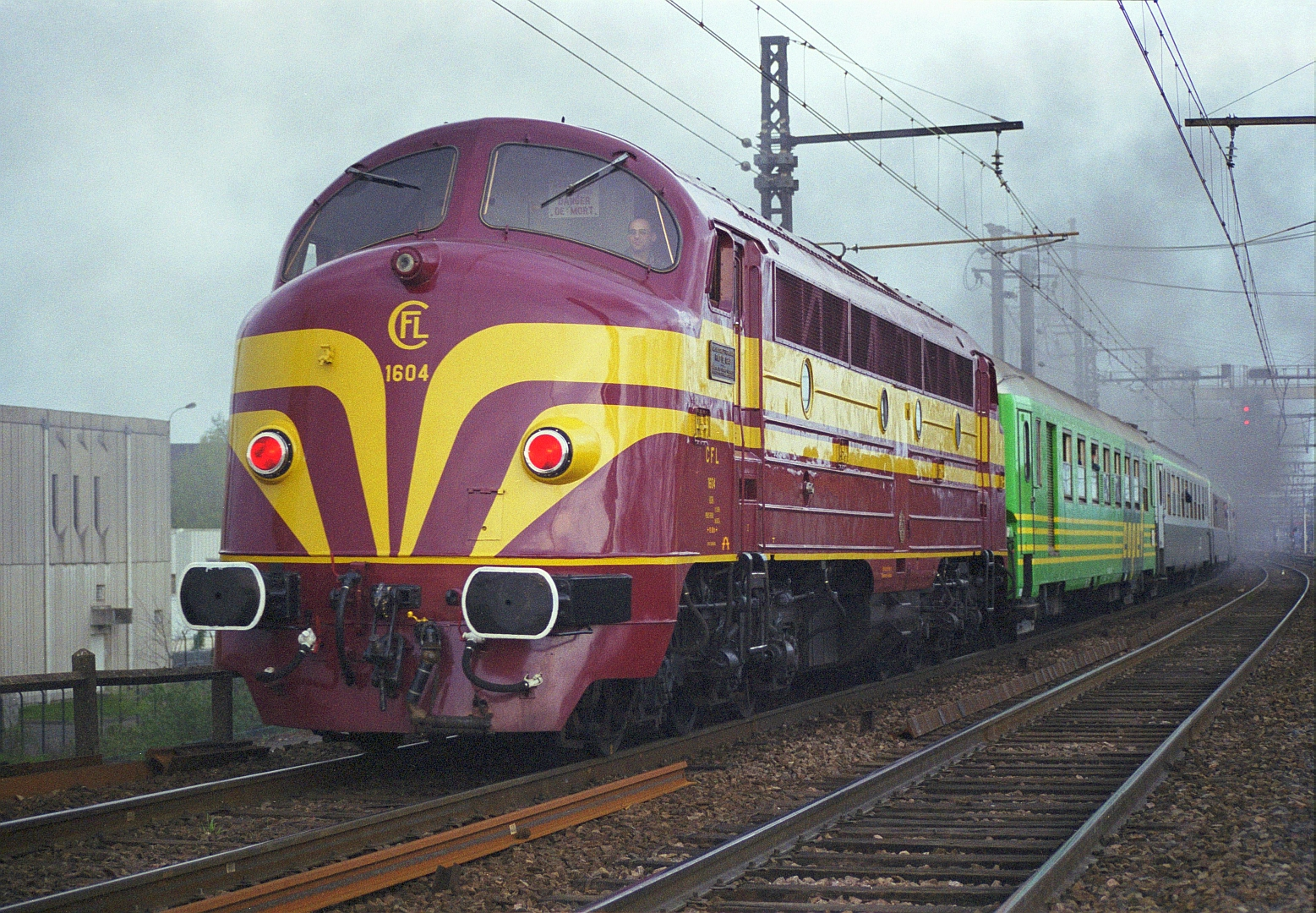
El primer logotipo, visible en el morro de esta locomotora de la serie 1600. Se puede observar que se inspira en gran medida en el primer logotipo de la SNCF.
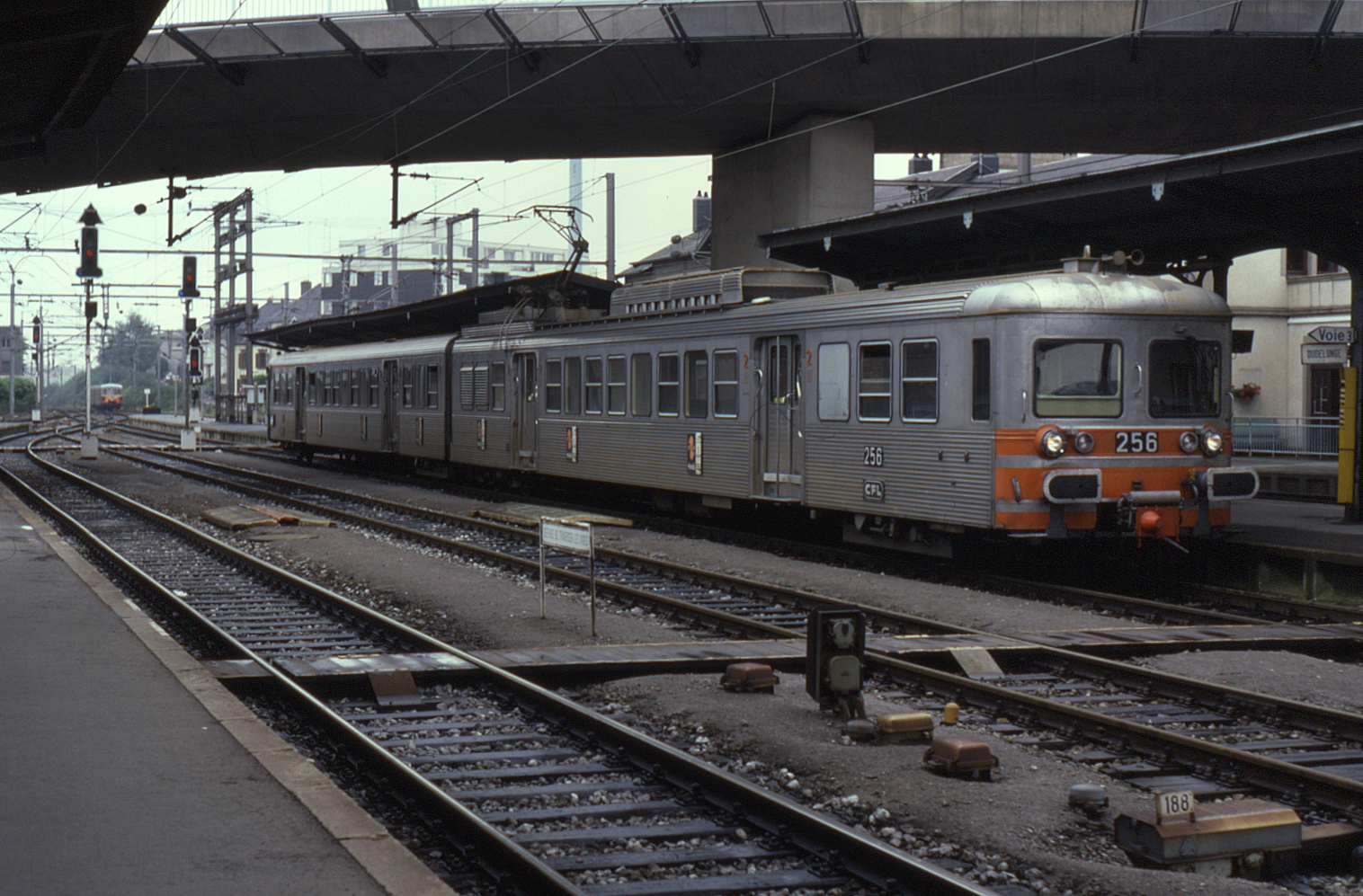
Logotipo utilizado en los años 80 en el lateral de esta serie 250.
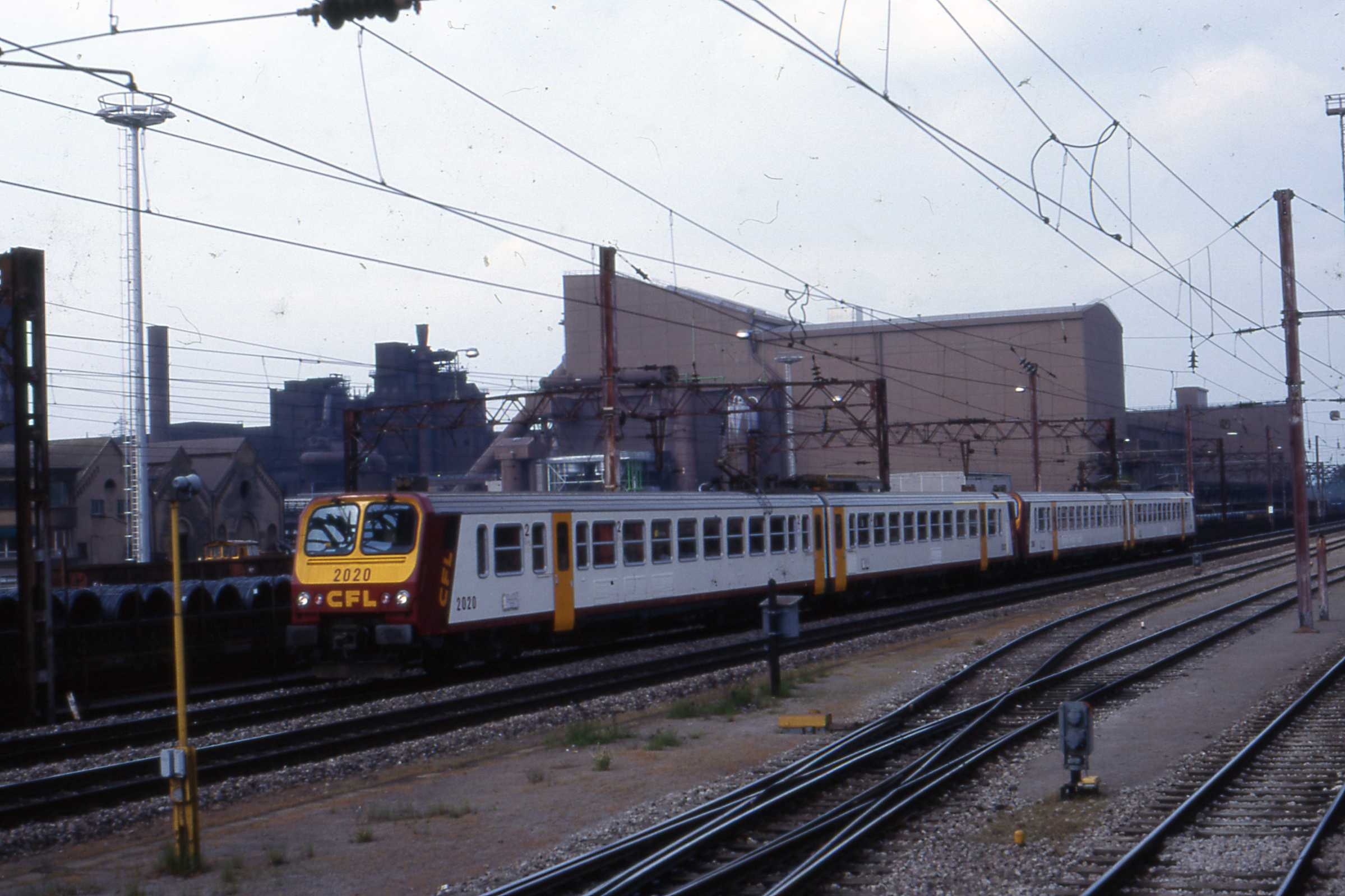
Otra variante del logotipo anterior, utilizado en los años 90, en el morro de esta serie 2000.
Antiguo logotipo, utilizado en la década de 2000.
Logotipo actual.

## Actividades
La Société nationale des chemins de fer luxembourgeois es una empresa ferroviaria denominada "integrada": es a la vez operador (pasajeros y mercancías) y administrador de la infraestructura ferroviaria.
En 2019, el presidente del Consejo de Administración de CFL es Jeannot Waringo. El director general del grupo es Marc Wengler.

### Transporte de viajeros

#### Frecuentación
En 15 años, el número de pasajeros de la red casi se ha duplicado y aumenta casi todos los años: de 13,5 millones de pasajeros en 2003 a 22,9 millones en 2017, lo que supone un aumento de casi el 70%, mientras que entre 1960 y 2005 solo aumentó ligeramente e incluso se estancó en la década de 1980 y disminuyó a principios de la década de 2000.
En términos porcentuales, el número de pasajeros aumenta entre un 3 y un 5% al año, y podría aumentar con la implantación del transporte gratuito en 2020.
| Año  | Frecuencia (millones de viajeros) |
| ---- | --------------------------------- |
| 1950 | 10,6                              |
| 1960 | 10,6                              |
| 1970 | 12,5                              |
| 1980 | 14,0                              |
| 1990 | 13,9                              |
| 2000 | 14,9                              |
| 2003 | 13,5                              |
| 2004 | 13,7                              |
| 2005 | 14,1                              |
| 2006 | 14,8                              |
| 2007 | 16,4                              |
| 2008 | 17,7                              |
| 2009 | 17,0                              |
| 2010 | 18,0                              |
| 2011 | 18,4                              |
| 2012 | 19,8                              |
| 2013 | 20,7                              |
| 2014 | 21,5                              |
| 2015 | 22,5                              |
| 2016 | 22,5                              |
| 2017 | 22,9                              |

Por línea comercial, el número de pasajeros evolucionó de la siguiente manera en el período 2012-2017.
|          | 2012  | 2013  | 2014  | 2015  | 2016  | 2017  |
| -------- | ----- | ----- | ----- | ----- | ----- | ----- |
| Línea 10 | 4,619 | 4,956 | 5,053 | 5,350 | 5,002 | 5,053 |
| Línea 30 | 1,405 | 1,304 | 1,329 | 1,297 | 1,290 | 1,369 |
| Línea 50 | 2,075 | 2,134 | 2,099 | 1,901 | 1,790 | 1,765 |
| Línea 60 | 6,900 | 6,983 | 7,424 | 7,650 | 7,685 | 7,963 |
| Línea 70 | 1,583 | 1,944 | 2,132 | 2,510 | 2,461 | 2,689 |
| Línea 80 | 109   | 100   | 100   | 103   | 27    |       |
| Línea 90 | 2,902 | 3,070 | 3,165 | 3,465 | 4,153 | 4,088 |

#### Líneas regionales
El Estado luxemburgués confía a CFL el servicio de toda la red ferroviaria de Luxemburgo mediante un contrato de delegación de servicio público. El contrato actual abarca el periodo 2009-2024.
CFL opera trenes Regionalbunn (RB) y Regional-Express (RE), siguiendo el modelo alemán (bunn es el equivalente al bahn alemán en luxemburgués). Los trenes RB y RE realizan las mismas rutas: los trenes RB prestan servicios de ómnibus, mientras que los trenes RE prestan servicios directos o de semiómnibus con velocidades medias más altas.
La red regional se divide en seis líneas principales y una línea transversal a la ciudad, que funciona en horas punta y que, en el caso de las líneas 10, 60 y 70, agrupa varios ramales. Sin embargo, la línea 10 es la única de las tres que no tiene ramas distinguidas comercialmente por letras. La mayoría de los trenes regionales de Luxemburgo son de dos pisos.
El 1 de enero de 1991 se unificó el sistema tarifario de todas las redes de transporte del país, incluida la CFL, lo que permitió utilizar todas las líneas de tren, tranvía y autobús del país con un único billete almacenado en la mKaart. Este sistema de precios no se aplica a los trenes internacionales. El 1 de marzo de 2020, el acceso a la 2ª clase será gratuito, mientras que la 1ª clase y los trenes internacionales seguirán siendo de pago y accesibles con un mKaart. Con motivo de la gratuidad, las taquillas cerrarán en casi todas las estaciones, excepto en las de Luxemburgo y Esch-Belval.
Debido a la configuración de la red, muchos trenes luxemburgueses cruzan las fronteras del Gran Ducado y prestan servicio en estaciones de Bélgica (Athus y Virton), Alemania (Igel, Kreutz Konz y Tréveris) y Francia (Longwy, Audun-le-Tiche y Volmerange-les-Mines).
| Línea | Servicio |
| ----- | --- |
| 10    | Luxembourg - Ettelbruck - Kautenbach - Troisvierges - Frontière vers Liège Luxembourg - Ettelbruck - Diekirch Kautenbach - Wiltz |
| 30    | Luxembourg - Wasserbillig - Frontière - Trèves-Hbf - Coblence-Hbf - Düsseldorf-Hbf                                               |
| 50    | Luxembourg - Kleinbettingnen - Frontière - Arlon vers Bruxelles                                                                  |
| 60    | Luxembourg - Bettembourg - Esch-sur-Alzette - Pétange - Rodange                                                                  |
| 60A   | (Luxembourg -) Bettembourg - Frontière - Volmerange-les-Mines                                                                    |
| 60B   | Bettembourg - Rumelange |
| 60C   | Esch-sur-Alzette - Frontière - Audun-le-Tiche                                                                                    |
| 70    | Luxembourg - Rodange - Frontière - Longwy - Frontière - Athus                                                                    |
| 90    | Luxembourg - Bettembourg - Frontière vers Metz et Nancy (assuré par TER Grand Est)                                               |
| 10-60 | Troisvierges - Luxembourg - Rodange (transversale) Dommeldange - Luxembourg - Pétange (transversale)                             |

CFL opera los trenes expresos regionales (TER) en la ruta Luxemburgo - Metz - Nancy, designada como línea 90, en cooperación con SNCF. Con la liberalización del transporte ferroviario en Europa, CFL podría explotar esta línea en 2024.
Dicha cooperación también existió para las TER de la ruta Longwy - Belval-Université - Thionville, denominada línea 80, que existió desde el 14 de diciembre de 2009 hasta el 31 de marzo de 2016.
En colaboración con Deutsche Bahn, los trenes Regional-Express conectan Luxemburgo con Coblenza.

A veces se establecen trenes especiales desde la estación de Belval-Université para garantizar el regreso de los asistentes a los conciertos al Rockhal; además, antes de la introducción de la gratuidad nacional, las entradas para los espectáculos se reconocían como billetes de transporte público gratuitos, equivalentes en validez a un billete de larga duración el día del evento.

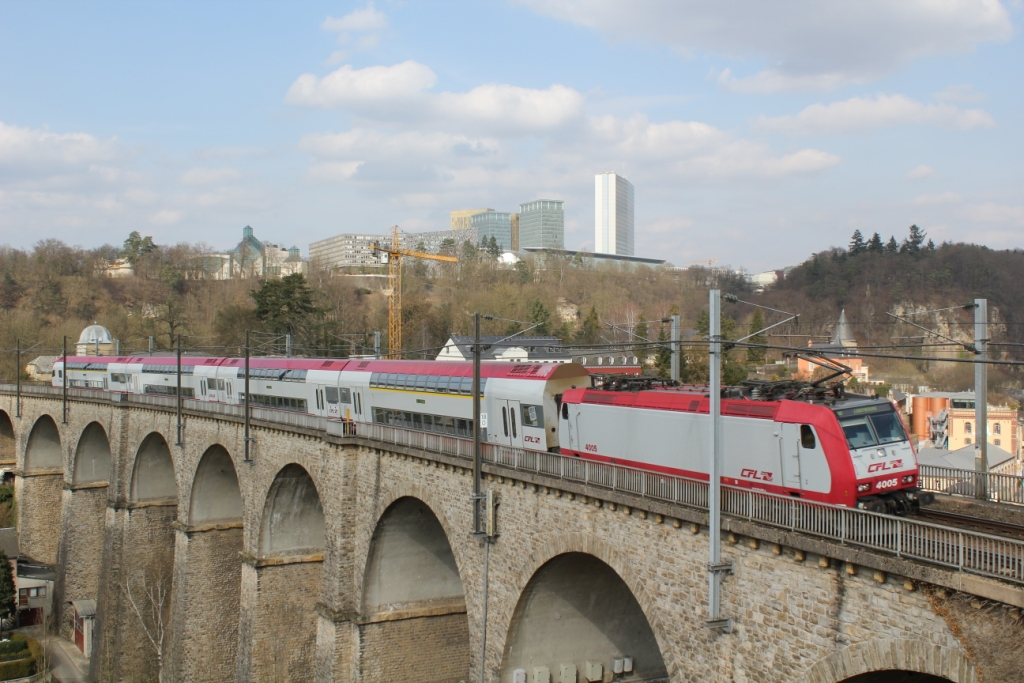
Tren de dos pisos conducido por una locomotora del tipo 4000, una composición típica de los trenes regionales luxemburgueses.
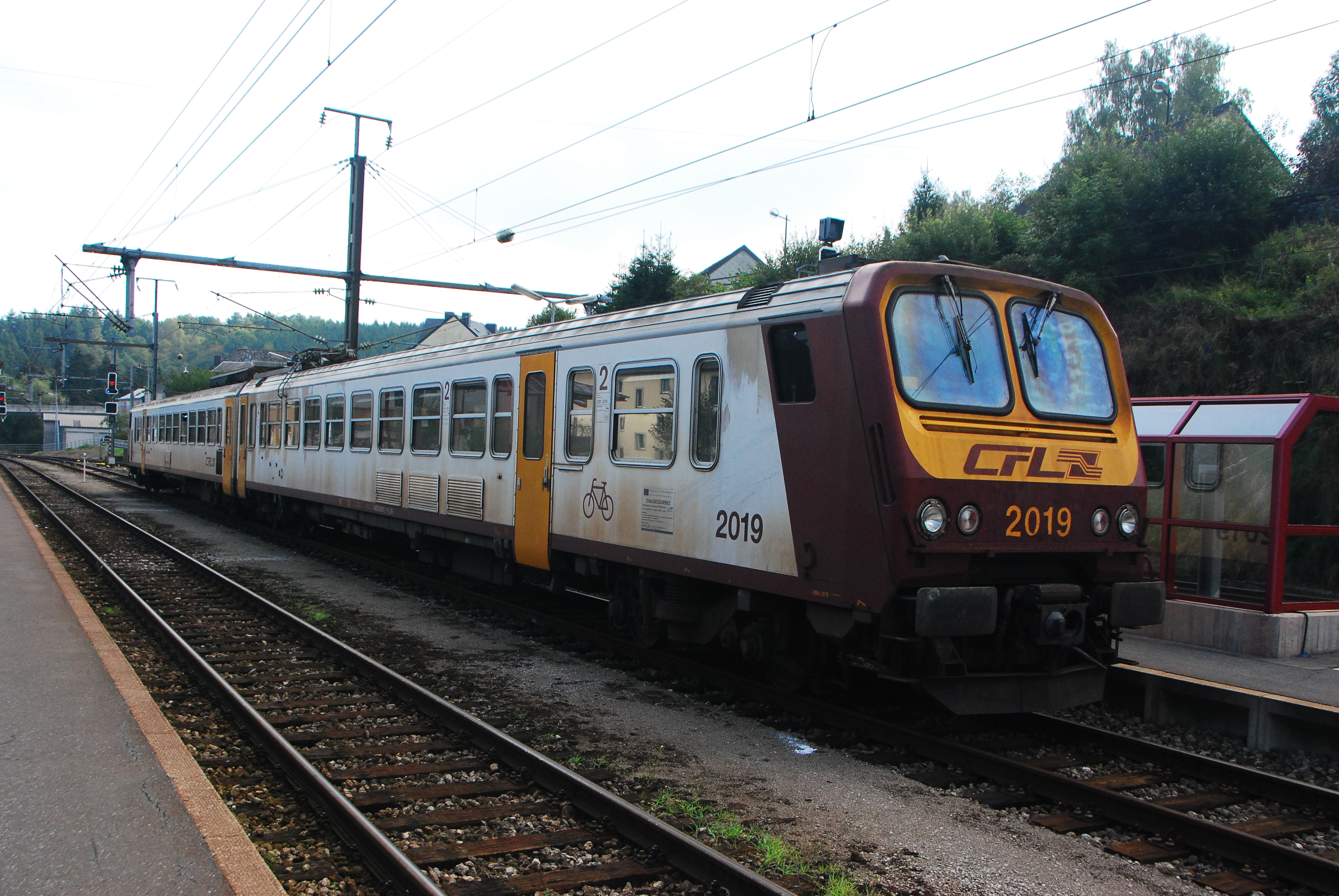
Automotor tipo 2000.
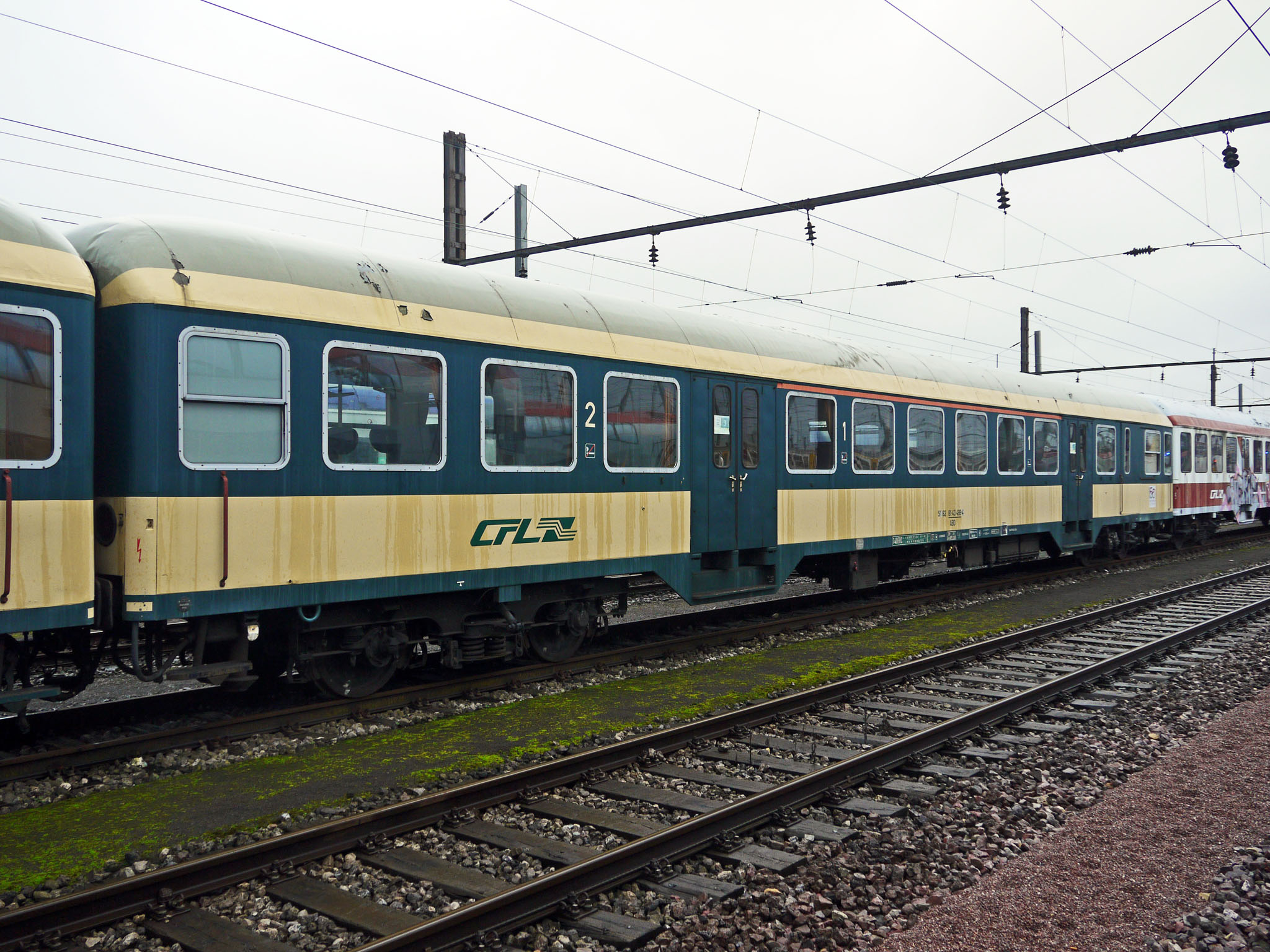
Coche tipo Wegmann utilizado hasta mediados de la década de 2000.
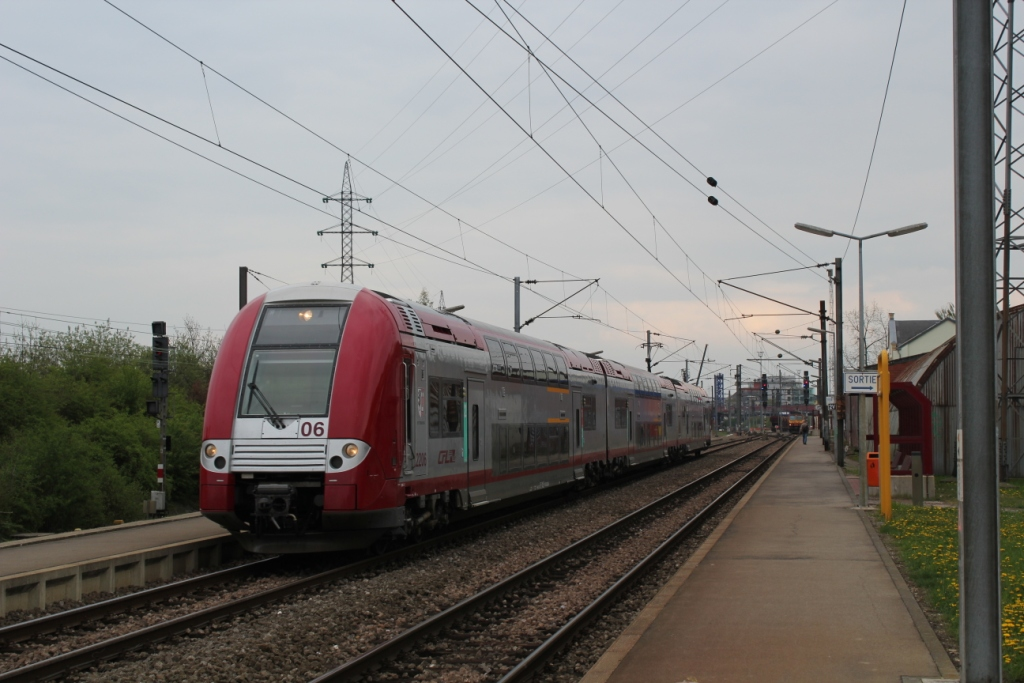
Automotor de doble piso tipo 2200.
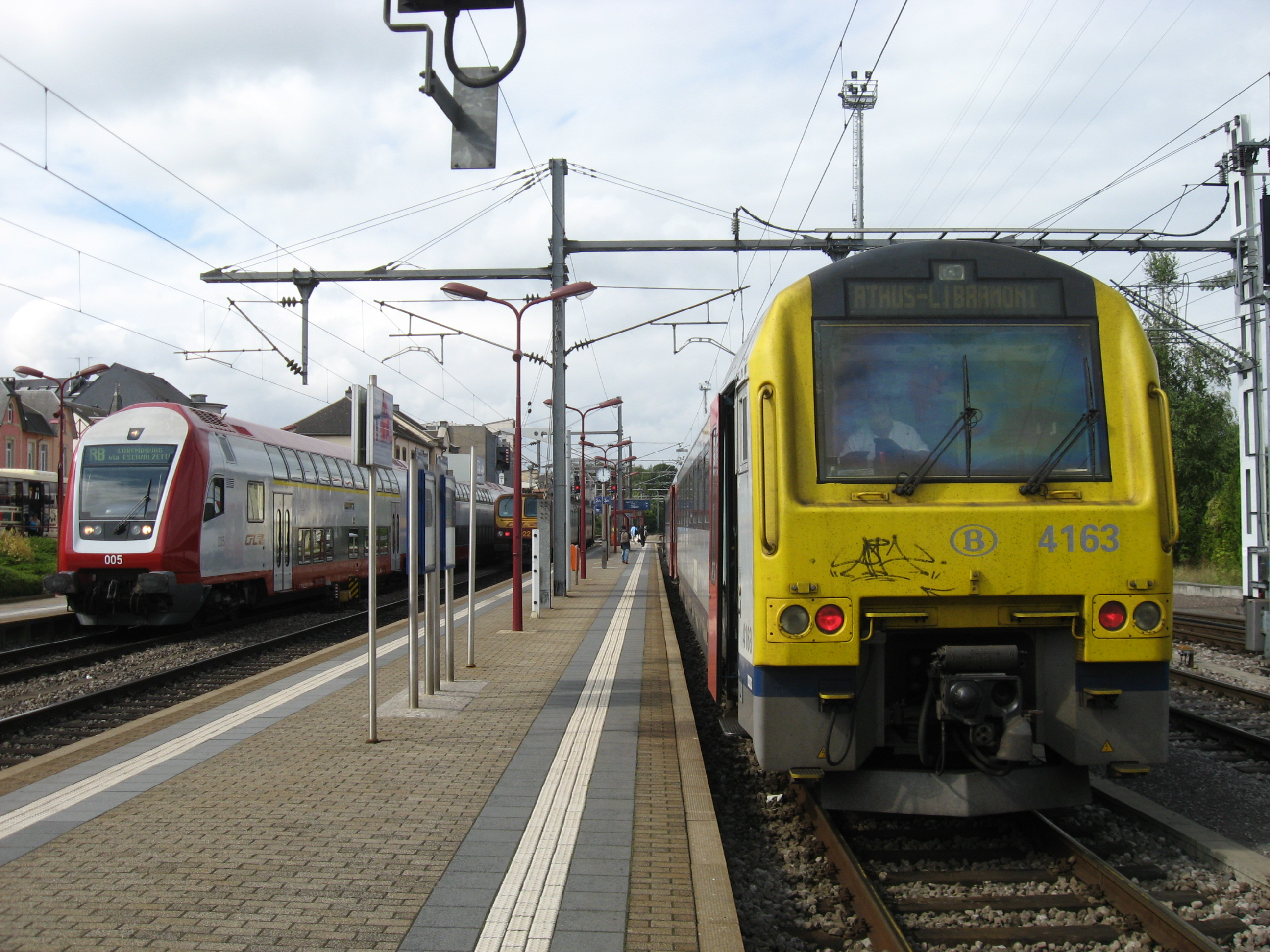
Trenes belgas y luxemburgueses en Rodange.
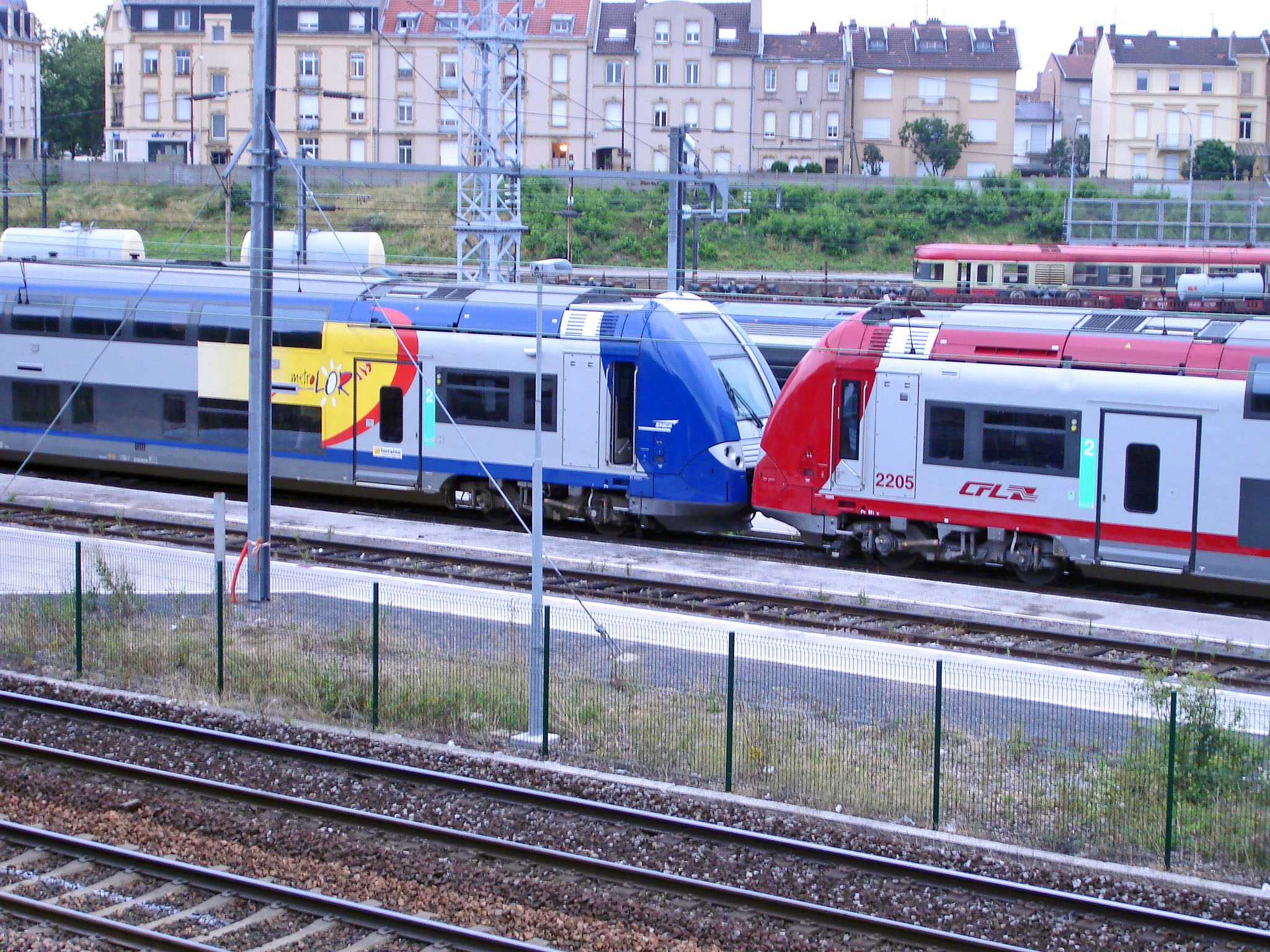
Trenes SNCF y CFL en Metz.
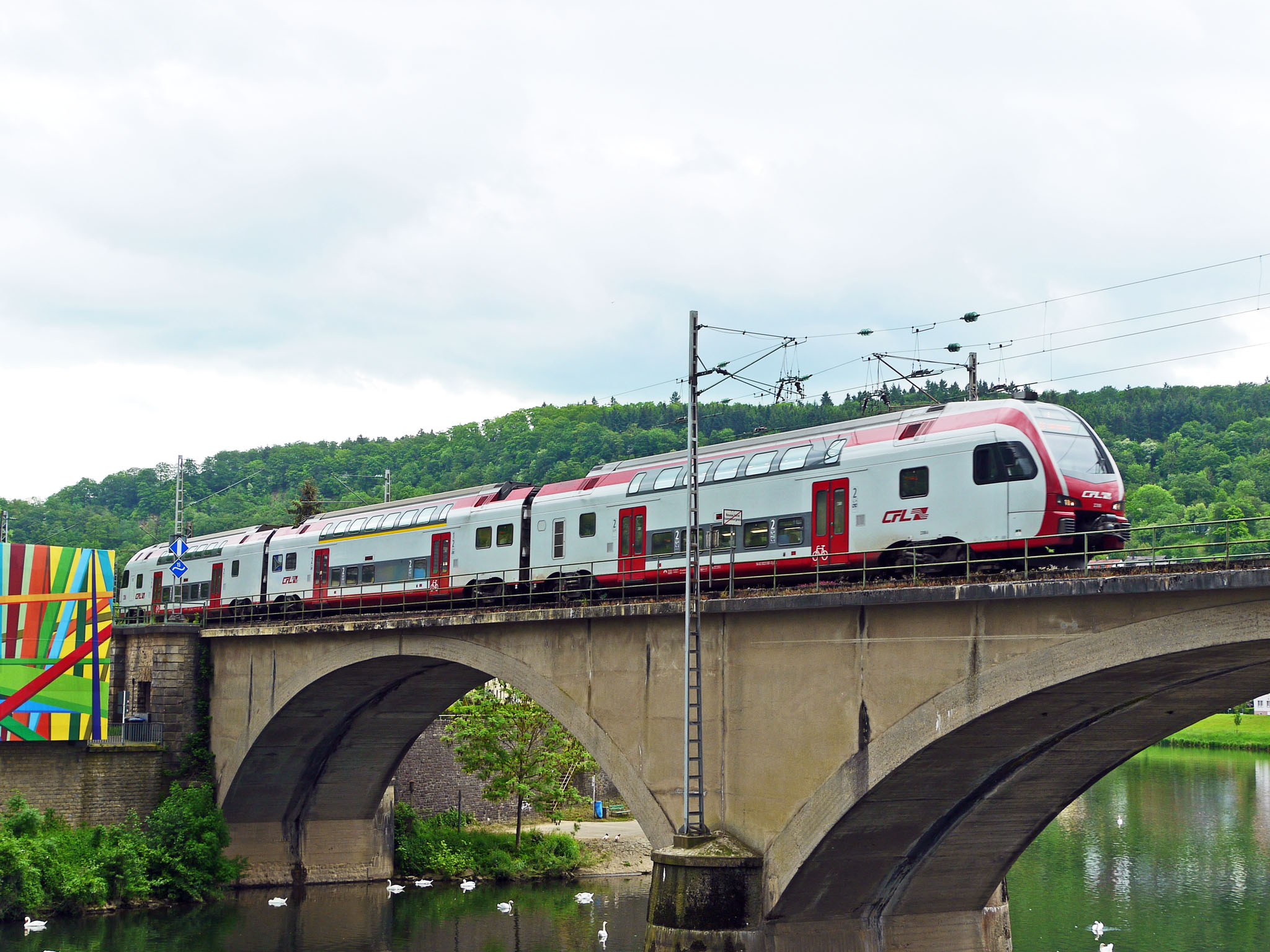
Automotor tipo Kiss al servicio de Alemania.

##### Trenes de larga distancia
CFL opera en cooperación con los trenes SNCB InterCity entre Luxemburgo y Bruselas en la línea 5 y entre Luxemburgo y Lieja en la línea 1.

Hasta diciembre de 2014, los trenes Intercity de Deutsche Bahn unían Tréveris con Luxemburgo y, hasta 2016, los trenes Intercity nocturnos de SNCF unían Luxemburgo con Niza y Port-Bou, vía Metz y Nancy.

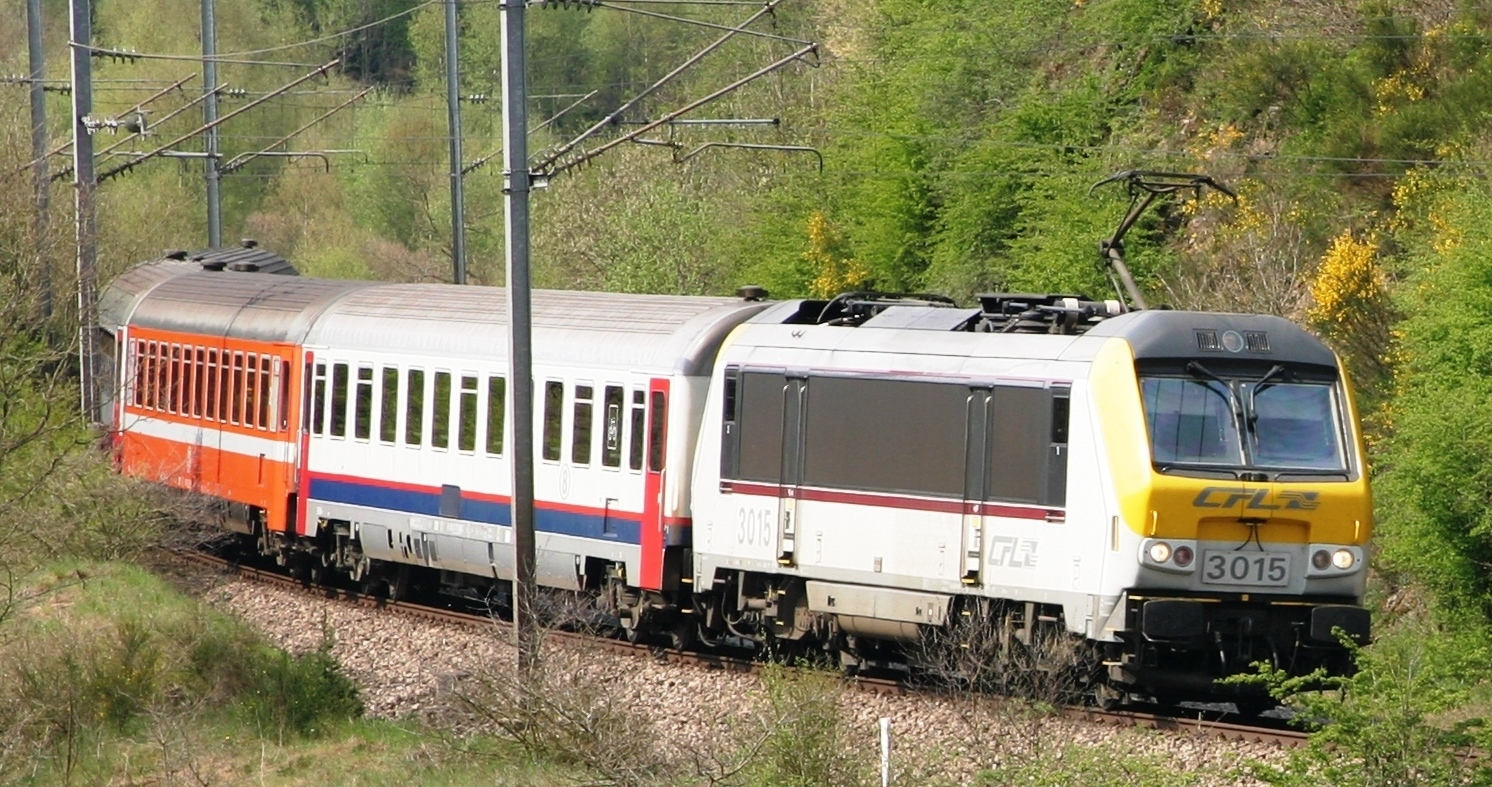
Locomotora CFL transportando un tren belga InterCity
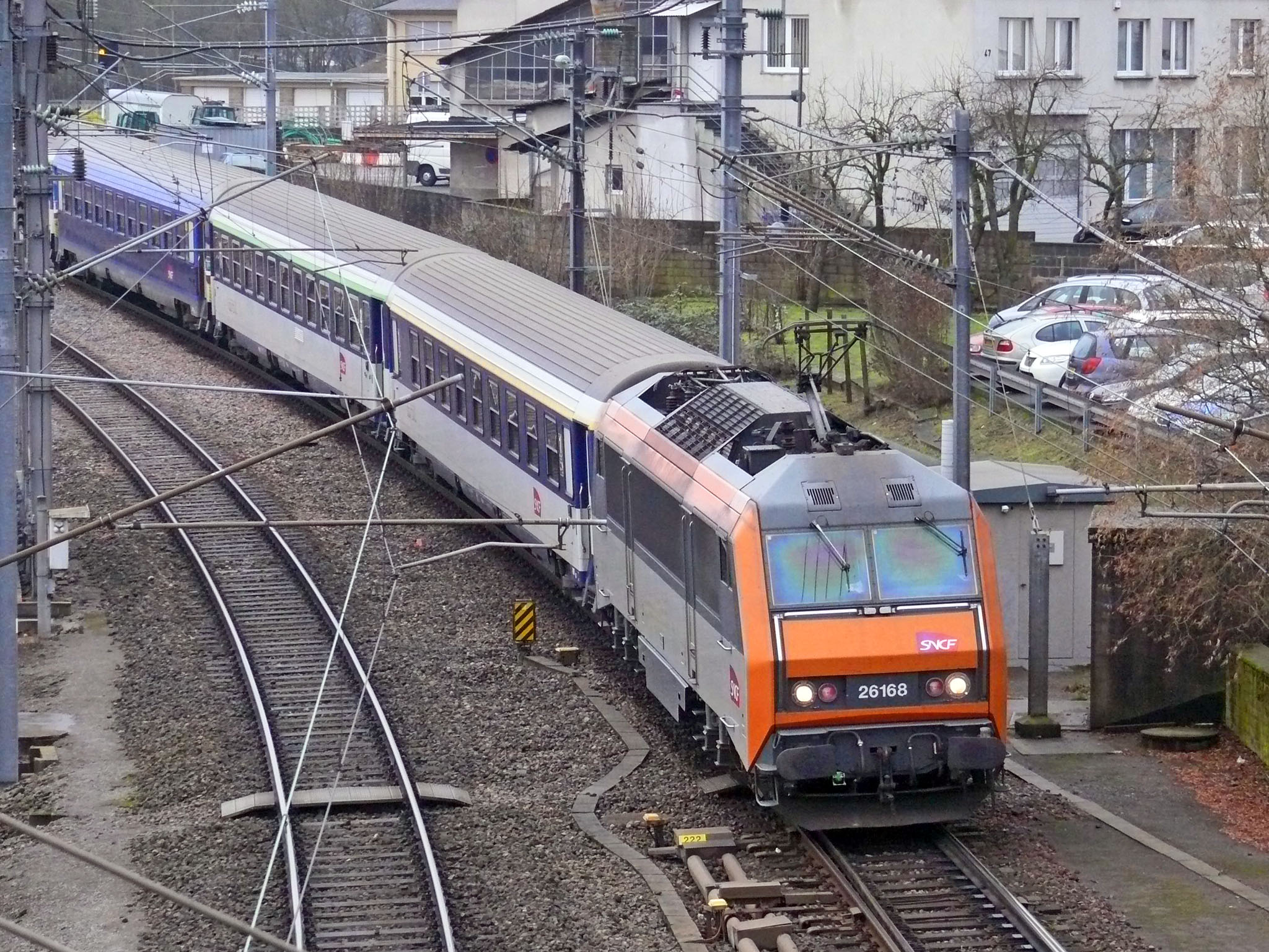
Trenes nocturnos de la SNCF en Luxemburgo.
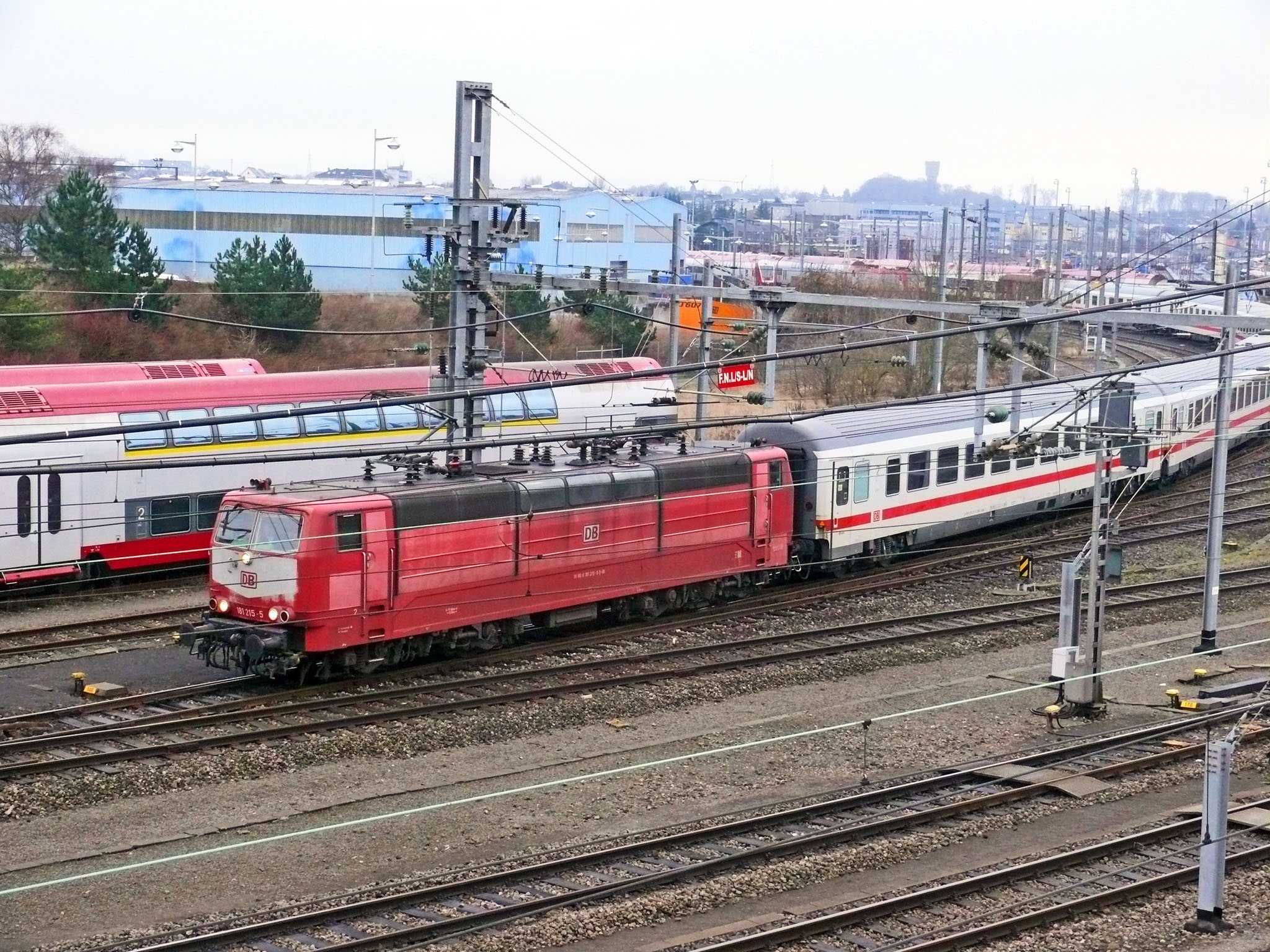
Tren DB InterCity haciendo maniobras en Luxemburgo.

##### Trenes de alta velocidad e internacionales
Desde junio de 2007, Luxemburgo cuenta con un servicio de TGV hacia y desde París en la LGV Est-Européenne. Este servicio sustituye a los trenes EuroCity que existían anteriormente; algunos de estos trenes EC continuaban hasta Alemania.

En abril de 2016, se cancelaron los últimos servicios de EuroCity a Luxemburgo, que unían Bruselas con Suiza. A cambio, se introdujeron los TGV que conectan Luxemburgo con Estrasburgo vía Metz. Estos TGV están destinados al sur de Francia.

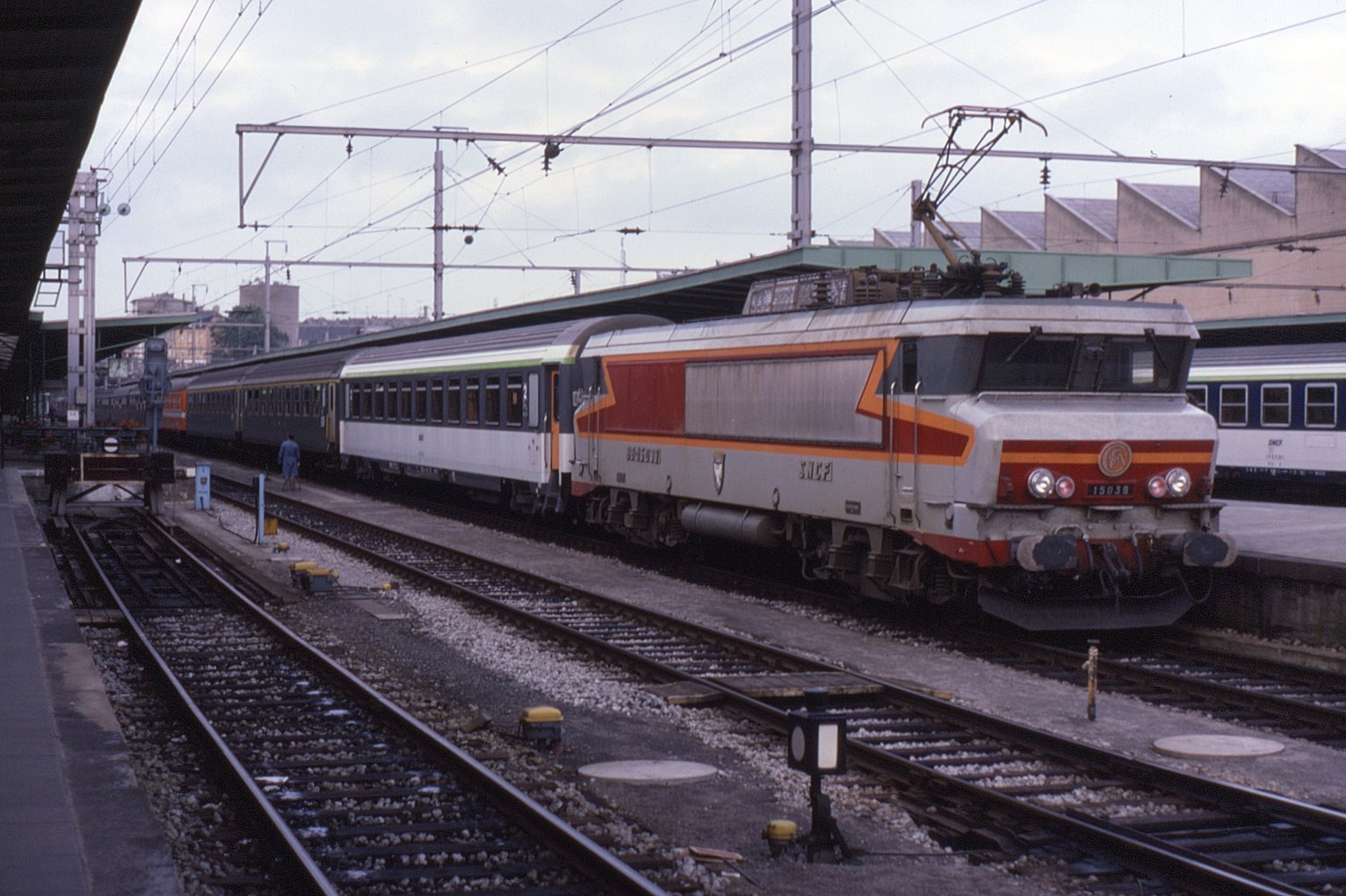
Tren EuroCity a Francia, 1987.
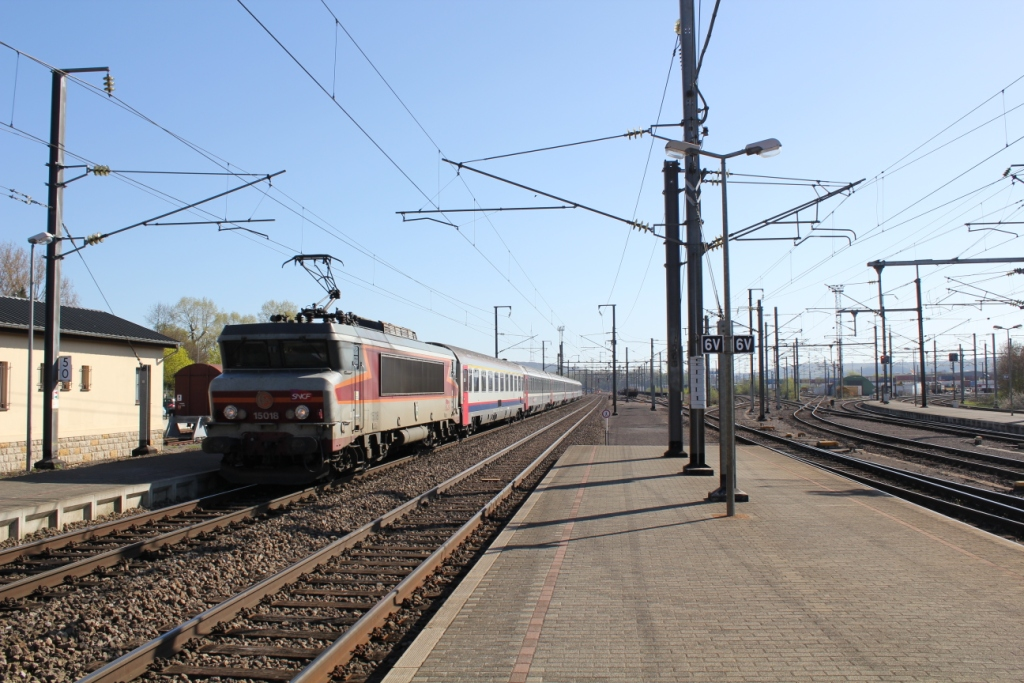
EuroCity Basel - Brussels en Bettembourg.
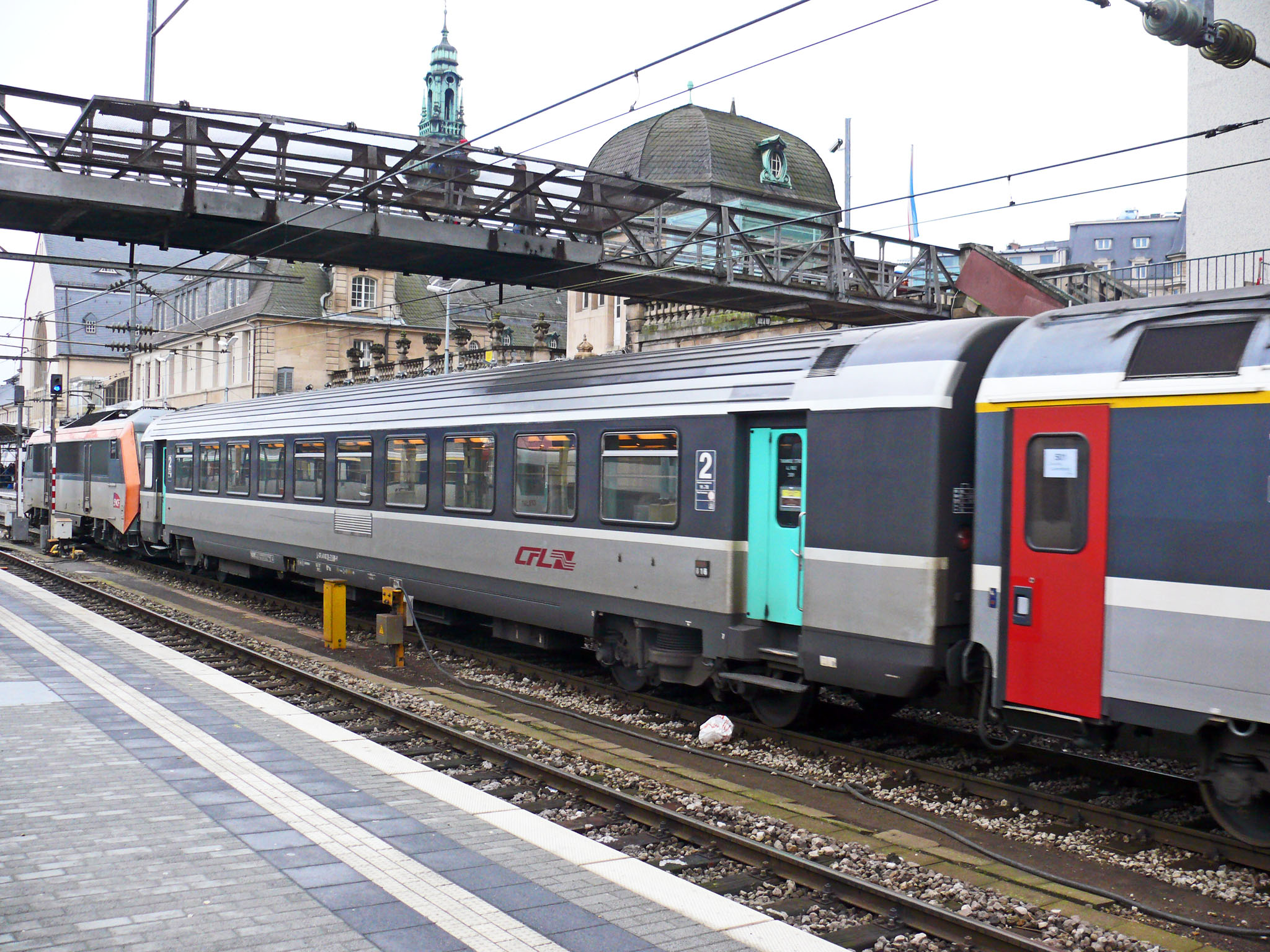
Vagón CFL Corail incorporado entre un vagón SNCB y una locomotora SNCF con destino a Suiza.
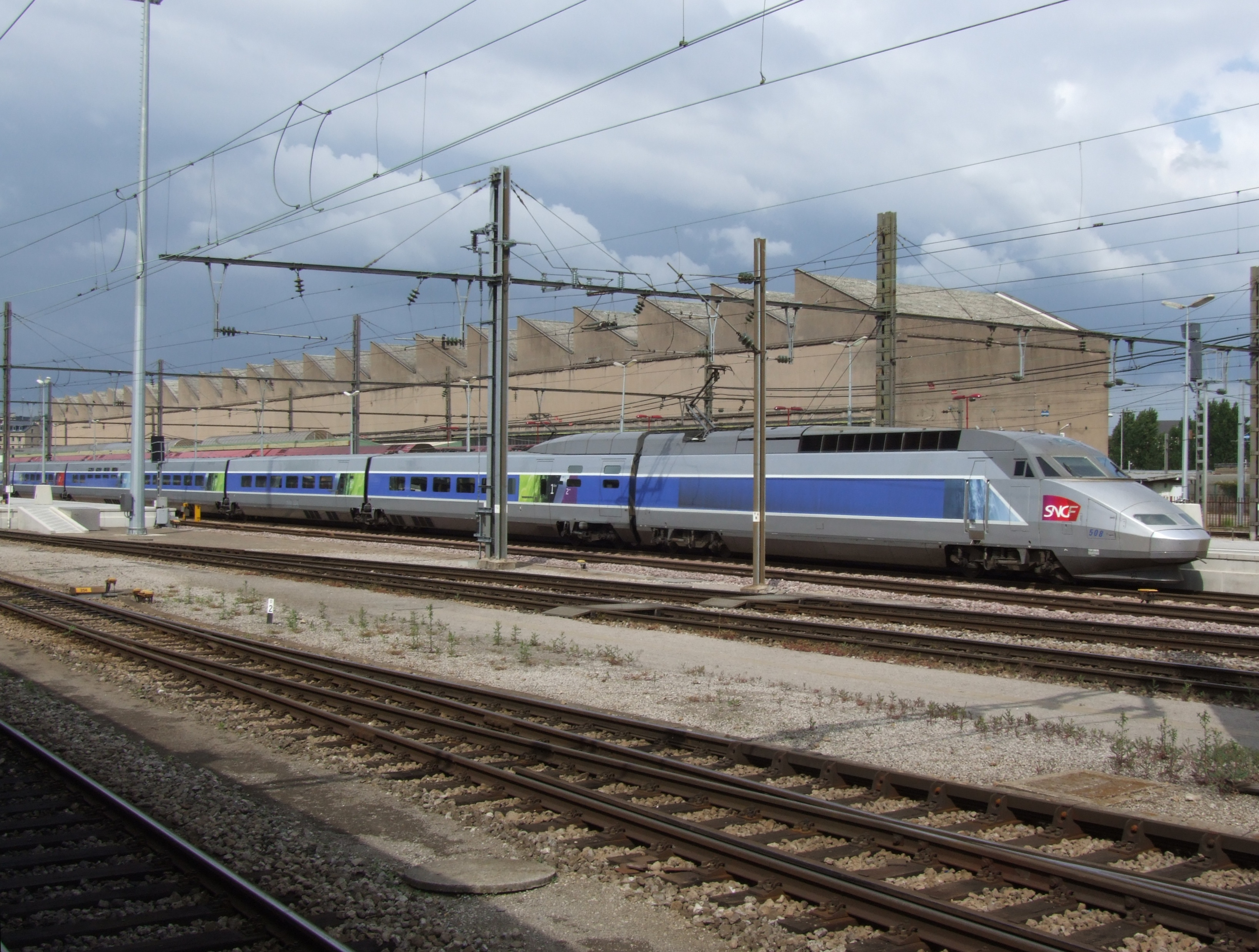
TGV Est-Européen en la estación de Luxemburgo.

#### Funicular

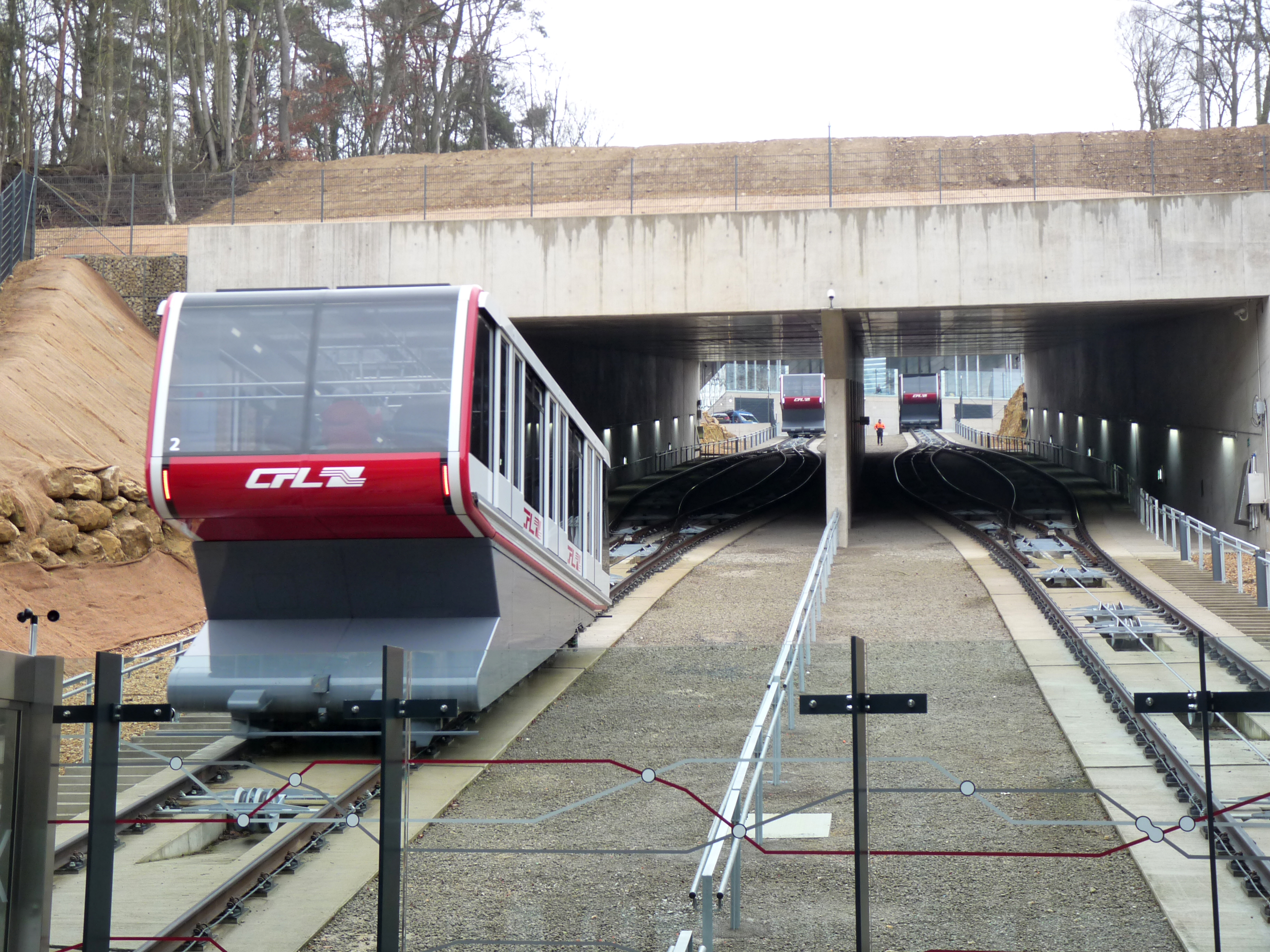
El funicular Pfaffenthal-Kirchberg.

CFL posee y explota el funicular de Pfaffenthal-Kirchberg, una línea que une la estación de Pfaffenthal-Kirchberg con la meseta de Kirchberg y el tranvía de Luxemburgo; esta línea es el único funicular construido en Luxemburgo.

#### Servicio de autobús

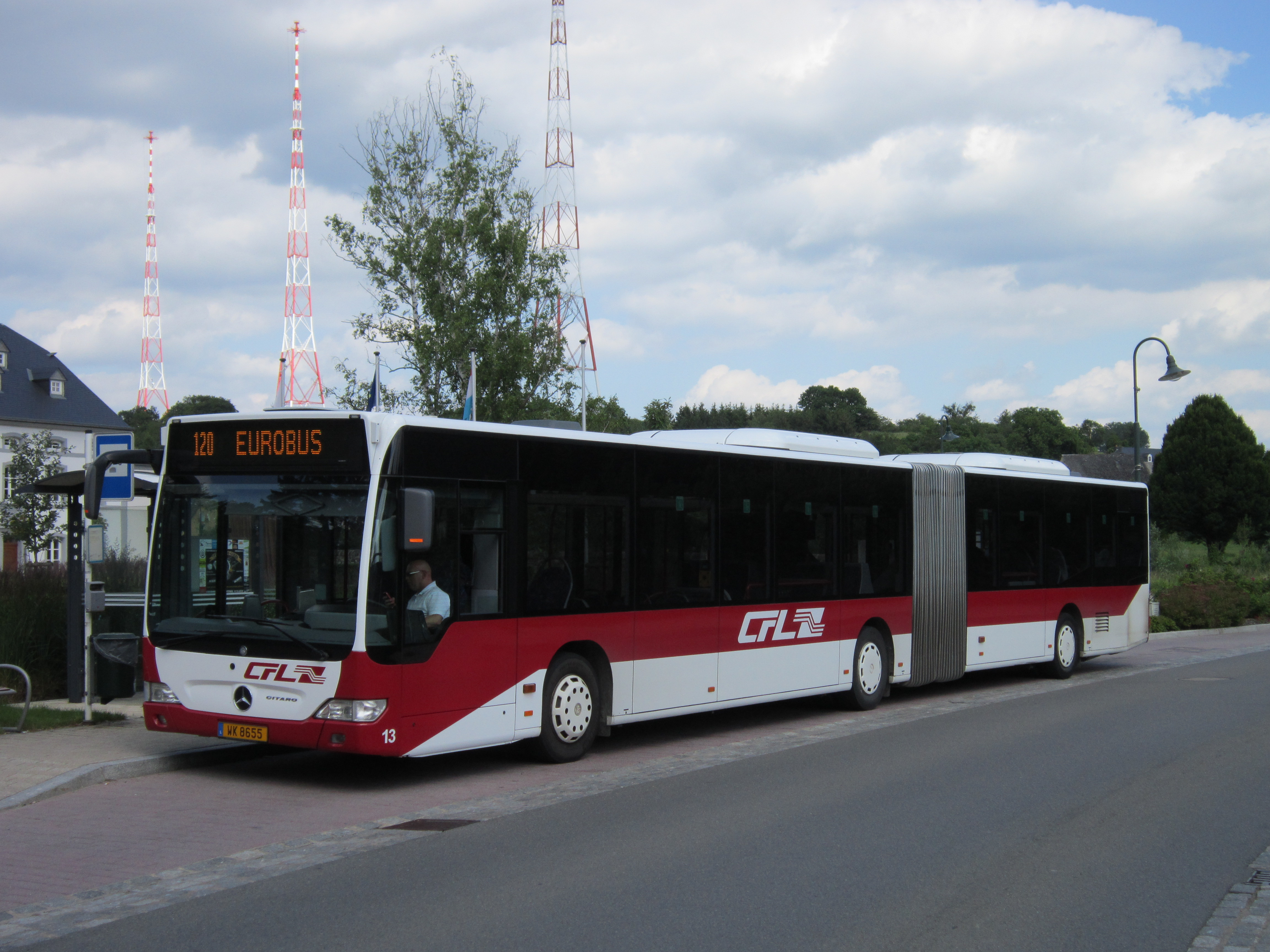
Un CFL Mercedes-Benz Citaro G en la línea 120 de RGTR.

CFL cuenta con unos 70 autobuses y autocares con sus propios colores, herencia de los servicios de autobús que sustituyeron a los antiguos ferrocarriles de vía estrecha. La mayoría de estos vehículos son utilizados por CFL en las rutas interurbanas organizadas por la RGTR, de la que forma parte desde el 15 de mayo de 1996. Los vehículos también se utilizan ocasionalmente como sustitutos del ferrocarril durante incidentes u obras.
Además, a falta de enlaces ferroviarios directos, CFL opera dos servicios de autocares "CFL Express" desde Luxemburgo: uno a la estación de Saarbrücken en Alemania y otro a la estación de TGV de Lorraine en Francia.

#### Coche compartido
El 20 de febrero de 2018, CFL puso en marcha un servicio de coche compartido llamado Flex, repartido en 20 estaciones correspondientes a otras tantas en todo el país (Luxemburgo, Esch-sur-Alzette, etc). La flota está compuesta por 84 vehículos eléctricos y térmicos (11 BMW i3, 34 BMW Serie 1 y 39 Seat León) que, inicialmente, sólo pueden ser prestados y devueltos en la misma estación. Se accede al vehículo mediante una tarjeta especial compatible con mKaart que sustituye a la llave de contacto.
El servicio es operado por la filial CFL Mobility, con sede en la estación de Wasserbillig.

### Transporte de mercancías
La red transportó 11,7 millones de toneladas de mercancías en 2005, pero sólo 6,6 millones en 2009. Esta cifra siguió bajando, alcanzando un mínimo de 1,29 millones en 2013, antes de subir a 2,05 millones en 2017. La apertura del transporte de mercancías a la competencia en 2007 es en parte responsable de esta caída.
Los servicios de carga son comercializados por CFL Multimodal.

### Gestión de la infraestructura

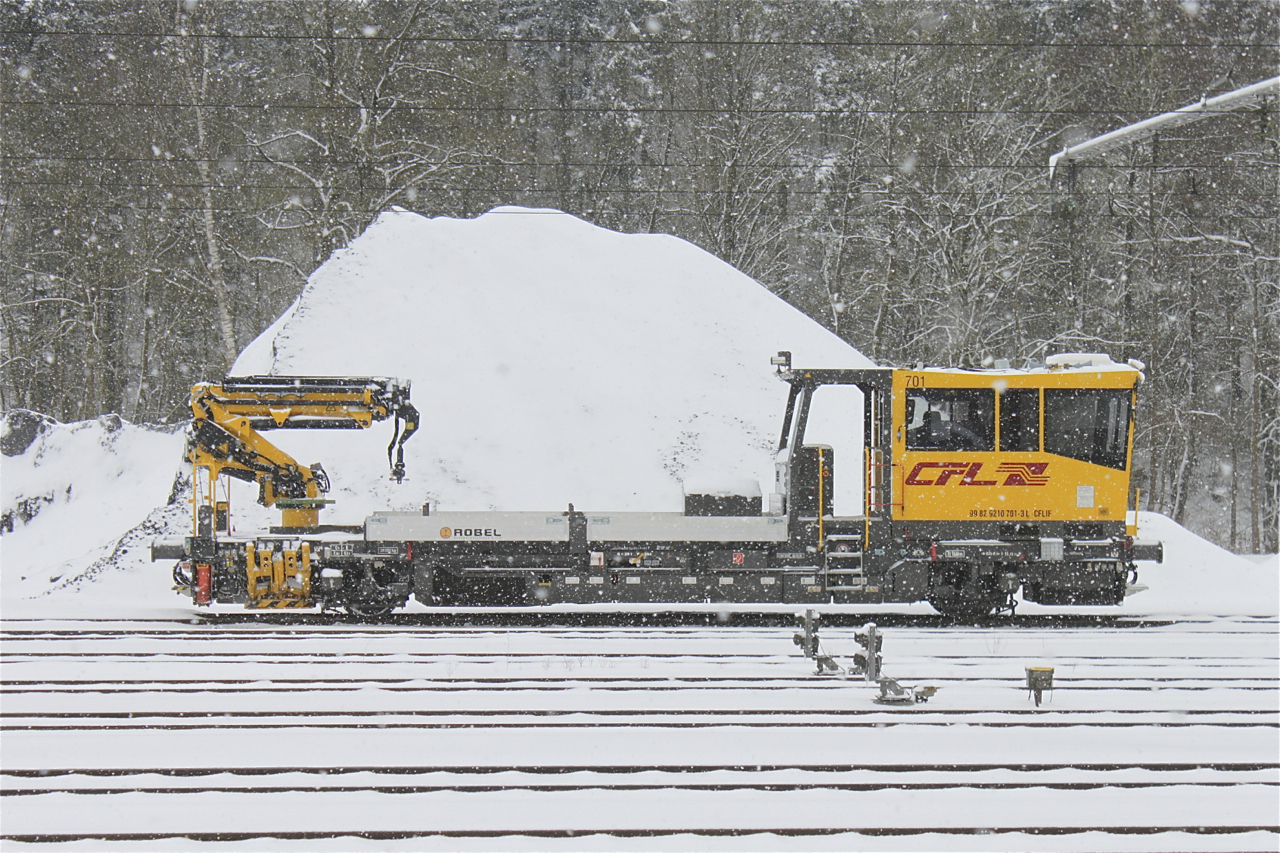
Dresina de la CFL.

El Estado luxemburgués, propietario de la infraestructura, confía la gestión de la red ferroviaria a CFL de acuerdo con la legislación europea y el contrato de gestión firmado el 6 de noviembre de 2009 entre el Estado y CFL.

#### Gestión de las circulaciones
La Administración ferroviaria encarga a los CFL que garanticen la gestión, la fluidez y la seguridad del tráfico en relación con las franjas ferroviarias asignadas. También son responsables de proporcionar información a los pasajeros en las estaciones.

#### Mantenimiento de las instalaciones
CFL es responsable del mantenimiento regular de la red y del mantenimiento de las vías, catenarias, instalaciones de señalización, agujas y pasos a nivel.
El centro logístico de infraestructuras ferroviarias, con sede en Bettembourg, cuenta con 24 máquinas ferroviarias especializadas en el mantenimiento de la red.

#### Grandes proyectos

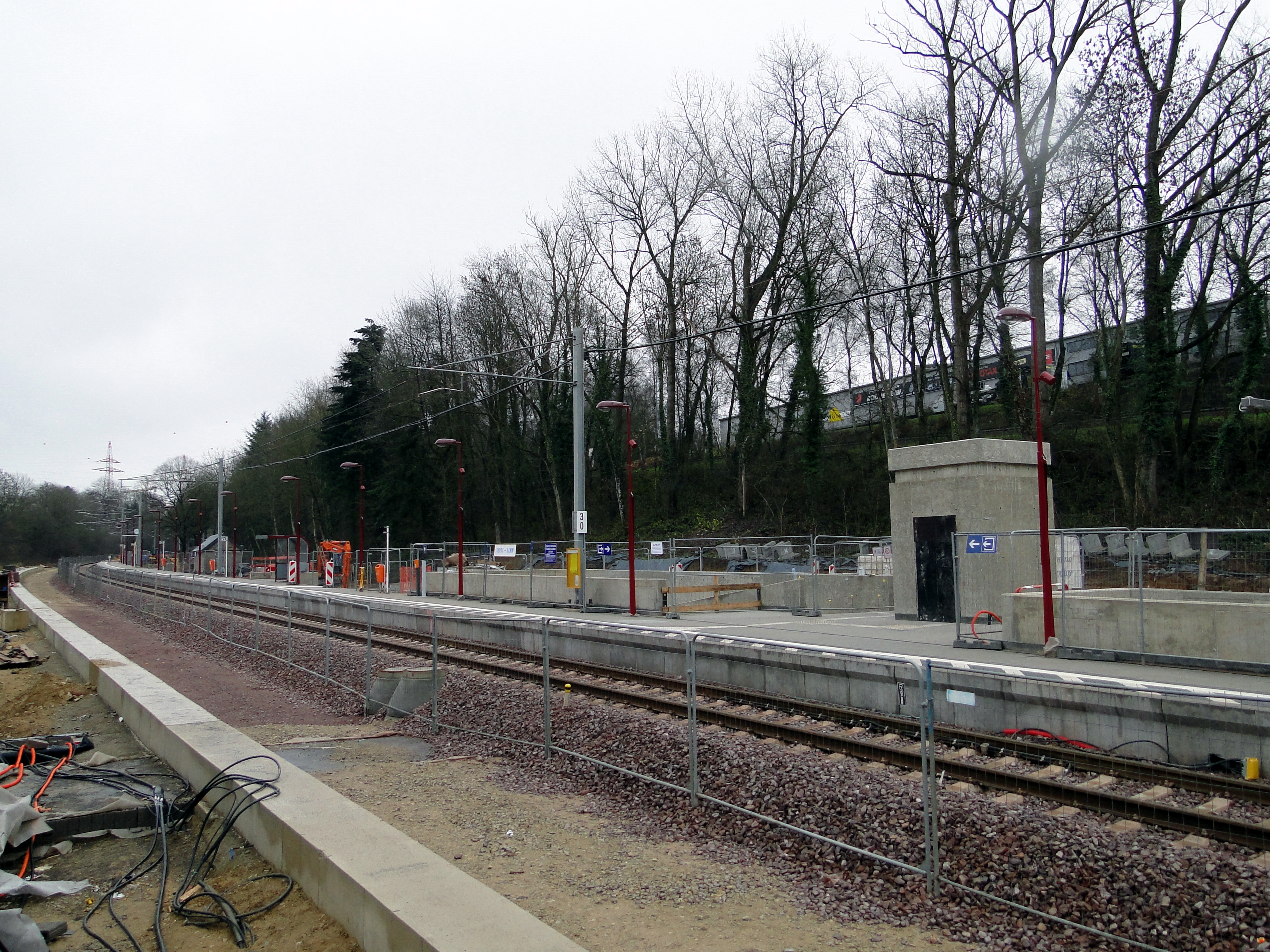
Doble vía de la línea 3, terminada en 2019, aquí en la estación de Cents-Hamm.

Por iniciativa del Gobierno luxemburgués, CFL está llevando a cabo numerosos proyectos de gran envergadura en la red:
- despliegue de radio GSM-R en toda la red;
- construcción de barreras acústicas para alcanzar niveles de ruido conformes a la normativa;
- Creación de una nueva línea entre Luxemburgo y Bettembourg, paralela a la línea 6.

LFC invirtió 242,9 millones de euros en 2017, como parte del Fondo Ferroviario, para llevar a cabo estos proyectos.

## Situación financiera
Los ingresos brutos totales del grupo CFL ascendieron a 882,3 millones de euros (frente a los 913,9 millones de 2016). Este descenso se explica por la disminución de los ingresos procedentes de proyectos, gestión de infraestructuras e inmuebles. Los fondos propios ascendieron a 442,6 millones de euros en 2017.
En concreto, el volumen de negocio se desglosa de la siguiente manera:
- Actividades de transporte de pasajeros: 259,2 millones de euros (aumento del 3,2% respecto a 2016) ;
- 213,9 millones de euros (disminución del 10,2% en comparación con 2016):
- Proyectos, gestión de infraestructuras y bienes inmuebles: 388,4 millones de euros (un 2% más que en 2016).

El volumen de negocios neto fue de 638,063 millones de euros en 2017 (frente a 685,978 millones de euros en 2016). En concreto, son 265,928 millones de euros para la actividad de pasajeros, 376,763 millones para la actividad de infraestructuras y 4,370 para otras actividades.
El beneficio neto del grupo fue de 10 millones de euros en 2017 (frente al 13,5% de 2016). La deuda financiera del grupo ascendió a 279 millones de euros en 2017, un 4,8% menos que el año anterior.

## Asalariados
En 2017, CFL contaba con 4.521 empleados para todo el grupo, de los cuales 1.235 para las actividades de transporte de mercancías, incluidas las filiales en el extranjero. Las mujeres no están muy presentes en CFL, ya que sólo representan el 13% de la plantilla en 2017.
En dos años, el número de empleados ha pasado de 4.244 en 2015 a 4.521 en 2017, es decir, casi 300 empleados más (un 3,9% de 2016 a 2017). A pesar de la introducción de la gratuidad en 2020, el personal de acompañamiento de los trenes, que comprueba los billetes, garantiza la seguridad a bordo y proporciona información a los pasajeros y que en 2019 será de 275 agentes, además de los 55 agentes de acompañamiento, se mantendrá y verá ampliadas sus misiones, según el ministro de Transportes.
Los conductores están obligados a dominar las tres lenguas del país, el francés, el alemán y el luxemburgués, que pueden utilizar en cualquier situación. Los trabajadores por cuenta ajena tienen un régimen especial de seguridad social.